# 512
512是511与513之间的自然数。

## 在数学中
- 合數，正因數有1、2、4、8、16、32、64、128、256和512。
質因數分解為{\displaystyle 2^{9}}。
- 虧數，真因數和為511，虧度為1。
- 第8個立方數，為8的立方。前一個為343、下一個為729。
- 第54個十进制的自我數。前一個為501、下一個為514。
- 十进制的哈沙德數。
- 第6個十进制的節儉數。前一個為343、下一個為625。
- 正五百一十二邊形為第44個可作圖多邊形。前一個為510、下一個為514。

## 在人类文化中
2008年5月12日於四川發生大地震，詳見四川汶川大地震。

## 在计算机科学中
- 0.5字节的不同取值个数

## 在其它领域中
- 香港女艺人吴日言的昵称